# Martin Walsh
Martin Walsh, född 8 november 1955 i Manchester, är en engelsk filmklippare. Han började sin karriär med att klippa Heliga hjärtan (1985) och är medlem i American Cinema Editors (ACE). För sitt arbete med Chicago (2002) vann han både en Oscar för bästa klippning och en ACE Eddie Award.